# 대한민국 민법 제163조
대한민국 민법 제163조는 3년의 단기소멸시효에 대한 민법총칙 조문이다.

## 조문
제163조(3년의 단기소멸시효) 다음 각호의 채권은 3년간 행사하지 아니하면 소멸시효가 완성한다.

1. 이자, 부양료, 급료, 사용료 기타 1년이내의 기간으로 정한 금전 또는 물건의 지급을 목적으로 한 채권

2. 의사, 조산사, 간호사 및 약사의 치료, 근로 및 조제에 관한 채권

3. 도급받은 자, 기사 기타 공사의 설계 또는 감독에 종사하는 자의 공사에 관한 채권

4. 변호사, 변리사, 공증인, 공인회계사 및 법무사에 대한 직무상 보관한 서류의 반환을 청구하는 채권

5. 변호사, 변리사, 공증인, 공인회계사 및 법무사의 직무에 관한 채권

6. 생산자 및 상인이 판매한 생산물 및 상품의 대가

7. 수공업자 및 제조자의 업무에 관한 채권

## 사례
- 원고가 의류판매업체를 운영하였던 경우는 상인으로 인정되어 6호가 적용된다.

- 갑은 경매를 통해서 아파트를 구입하였는데 경납대금 완납 후 관리사무소로부터 전주인이 연체한 1000만원의 관리비를 납부하라는 통지를 받았다. 아파트의 관리규약에 따르면 입주자의 지위를 승계한 자가 전소유자가 체납한 관리비를 승계하도록 되어 있고 납부하지 않을시 전기와 수도를 끊는다고 하였다. 관리비 채권은 1년 이내의 기간으로 정한 금전의 지급을 목적으로 한 채권으로서 민법 제163조 제1호에 따라 3년간 행사하지 않으면 시효로 소멸한다.[1]

- 민수는 5년 전 서적 판매업체인 甲회사로부터 서적을 구입하면서 대금 30만원을 그 해 12월 31일까지 갚기로 하였으나, 일부만 변제한 후 완납하지 못하고 있던 중 최근 甲회사로부터 잔금 10만원을 변제하라는 내용증명우편을 받았다. 서적구입대금채무는 민법상 3년의 단기소멸시효규정이 적용되어 소멸시효가 완성되었다.[2]

## 판례
- 본조 제3호에 규정된 수급인의 공사에 관한 채권은 어디까지나 수급인이 채권자로서 나설 경우의 채권만을 가리키는 것이지 수급인을 상대로 그 공사의 과급금의 반환을 청구하는 채권을 포함하지 않는다.[3]
- 민법 제163조 제3호에서는 3년의 단기소멸시효의 적용 대상으로 ‘도급받은 자의 공사에 관한 채권’을 규정하고 있는데, 여기서 ‘도급받은 자의 공사에 관한 채권’이라 함은 공사채권뿐만 아니라 그 공사에 부수되는 채권도 포함한다[4]
- 근로자의 퇴직금 및 무예고 해고보상청구권은 구 근로기준법(74.12.24. 법률 제2708호로 개정 전) 제41조에서 말하는 대금채권에 해당하므로 2년간 행사하지 않으면 소멸시효가 완성한다.[5]
- 국회의원이 재직중 국가로부터 받게 될 세비, 차마비, 체류비, 보수금 등을 의원직을 그만 둔 후에 국고에 대하여 청구하는 법률관계는 국고에 대한 사법상의 금전채권을 청구하는 경우로서 민법 제163조, 제163조 제1호의 급료채권에 해당하고 구 예산회계법(89.3.31. 법률 제4102호로 개정전) 제71조 제1항은 금전의 급부를 목적으로 하는 국가에 대한 권리로서 시효에 관하여 타법률에 규정이 없는 것은 5년간 행사하지 아니할 때에 시효로 인하여 소멸한다고 규정하고 있으므로 국가에 대한 금전채권일지라도 시효에 관하여 타법률에 5년보다 짧은 시효규정이 있는 것은 같은 조를 적용할 것이 아니라 할 것이다.[6]
- 위탁자의 위탁상품 공급으로 인한 위탁매매인에 대한 이득상환청구권이나 이행담보책임 이행청구권은 위탁자의 위탁매매인에 대한 상품 공급과 서로 대가관계에 있지 아니하여 등가성이 없으므로 민법 제163조 제6호 소정의 '상인이 판매한 상품의 대가'에 해당하지 아니하여 3년의 단기소멸시효의 대상이 아니고, 한편 위탁매매는 상법상 전형적 상행위이며 위탁매매인은 당연한 상인이고 위탁자도 통상 상인일 것이므로, 위탁자의 위탁매매인에 대한 매매 위탁으로 인한 위의 채권은 다른 특별한 사정이 없는 한 통상 상행위로 인하여 발생한 채권이어서 상법 제64조 소정의 5년의 상사소멸시효의 대상이 된다.[7]
- 변제기 이후에 지급하는 지연이자는 금전채무의 이행을 지체함으로 인한 손해배상금이지 이자가 아니고 또 민법 제163조 제1호 소정의 1년 이내의 기간으로 정한 채권도 아니므로 단기소멸시효의 대상이 되는 것도 아니다.[8]
- 민법 제163조 제1호 소정의 '1년 이내의 기간으로 정한 금전 또는 물건의 지급을 목적으로 하는 채권'이란 1년 이내의 정기에 지급되는 채권을 의미하는 것이지, 변제기가 1년 이내의 채권을 말하는 것이 아니므로, 이자채권이라고 하더라도 1년 이내의 정기에 지급하기로 한 것이 아닌 이상 위 규정 소정의 3년의 단기소멸시효에 걸리는 것이 아니다.[9]

## 같이 보기
- 소멸시효